# Maxey Long
Maxwell Washburn „Maxey” Long (ur. 16 października 1878 w Waverley, zm. 4 marca 1959 w Nowym Jorku) – amerykański lekkoatleta, sprinter.
Startował na igrzyskach olimpijskich w 1900 w Paryżu, gdzie wygrał Bieg na 400 metrów. Miał ułatwione zadanie, ponieważ jego główni rywale Amerykanie Dixon Boardman i Harry Lee odmówili z powodów religijnych startu w finale rozgrywanym w niedzielę. Long ustanowił w finale rekord olimpijski wynikiem 49,4 s.
Był mistrzem USA w biegach na 100 jardów w 1900, na 220 jardów w 1899 i na 440 jardów w 1898, 1899 i 1900. 29 września 1900 uzyskał czas 47,8 s w biegu na 440 jardów, a później nawet 47,0, ale po prostej.
W czasie kariery lekkoatletycznej był studentem Columbia University.